# Joan Maria Vives i Argemí
Joan Maria Vives i Argemí (Mataró, 1876 – Barcelona, 1952) fou un pedagog i sacerdot membre de l'Escola Pia. Fou destinat com a professor a centres escolapis de Cracòvia a Polònia i a Cornigliano a Itàlia. De retorn a Catalunya fou nomenat rector de les Escoles Pies de Santa Maria de Barcelona i, posteriorment, de Sant Antoni de la mateixa ciutat. Va ser director de la revista de l'Academia Calasancia, entitat cultural i educativa d'ex-alumnes de Sant Antoni fundada per Eduard Llanas. Les seves dots de gestió i experiència el portaren a ser prepòsit provincial de les Escoles Pies de Catalunya. En aquest mandat impulsà la creació del col·legis de Sitges i Granollers, També fora de Catalunya a Víbora (Cuba), a Mèxic i a Los Angeles de Califòrnia als Estats Units d'Amèrica.